# Дистрибутивный падеж
Дистрибутивный падеж (сокр. distr.) — падеж, который используется для образования формы в (какой-либо период) или каждый (с указанием на период также)
В венгерском языке суффикс падежа — -nként выражает манеру, когда что-то случается с каждым членом группы поодиночке (один за другим) (напр., fejenként «на душу», esetenként «в некоторых случаях»), или частоту во времени (hetenként «раз в неделю», tízpercenként «каждые 10 минут»).
В финском языке этот тип наречия редок, ещё реже в единственном числе. Суффикс — -ttain/-ttäin. Основное значение — «отдельно для каждого». Например, maa («страна») становится maittain для выражения, как Laki ratifioidaan maittain («Закон ратифицируется отдельно в каждой стране»). Также падеж может быть использован для распространения действия для частых точек во времени, e.g., päivä (день) имеет распределительное множественное число päivittäin (каждый день).
Также может значить «в (или с) рассмотрении (культурной) перспективы», когда объединяется с обращением к жителю (-lais-). Часто финны (suomalaiset) говорят, что suomalaisittain tuntuu oudolta, että …, или «в финской перспективе кажется странным, что …».